# Agnès Evren

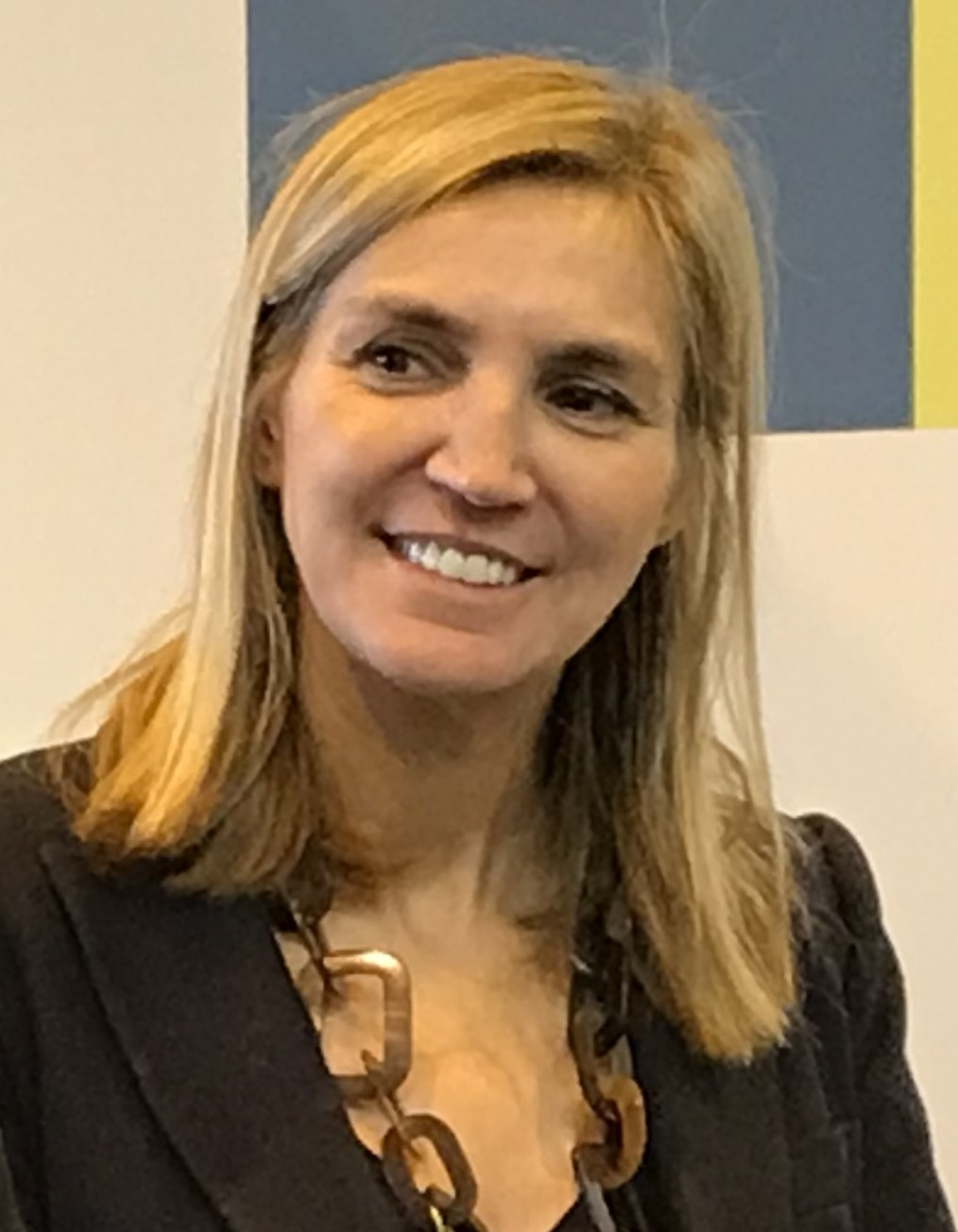
Agnès Evren (2018)

Agnès Evren (geboren am 12. Dezember 1970 im 12. Arrondissement von Paris) ist eine französische Politikerin (RPR/UMP/LR). Evren war lange Zeit als politische Beraterin verschiedener UMP-Minister tätig, bevor sie selbst in der Partei aufstieg und hochrangige politische Ämter übernahm. Ein Versuch ein Mandat in der Nationalversammlung zu erringen scheiterte, jedoch gewann sie bei der Europawahl 2019 ein Mandat und war bis 2023 Mitglied des Europäischen Parlaments als Teil der EVP-Fraktion. Seit 2023 ist sie Mitglied des französischen Senats. Des Weiteren ist sie im 15. Arrondissement von Paris lokalpolitisch als Stadträtin tätig.

## Leben

### Jugend und Ausbildung
Agnès Evren wurde am 12. Dezember 1970 im 12. Arrondissement von Paris geboren und wuchs mit ihren neun Geschwistern in einer Großwohnsiedlung („ZUP“) im Val-de-Marne auf, in einer bescheidenen Familie türkischer Herkunft. Ihr Vater war Ladenbesitzer und ihre Mutter Hausfrau. Sie absolvierte ihren Schulabschluss am Lycée Pablo-Picasso in Fontenay-sous-Bois und studierte anschließend an der Universität Panthéon-Sorbonne. Dort erwarb sie 1993 ein Postgraduierten-Diplom in Politikwissenschaft und 1996 ein Postgraduierten-Diplom in politischer und sozialer Kommunikation.

### Aufstieg in die Politik
Von 1996 bis 2002 war Agnès Evren parlamentarische Mitarbeiterin des RPR-Abgeordneten Jean-Michel Dubernard. Sie arbeitete vor allem in Bildungsfragen. Als Mitglied der Union pour un mouvement populaire (UMP) wurde sie 2001 zur Stadträtin für das 15. Arrondissement von Paris gewählt, im Jahr darauf wurde sie Stellvertreterin des Bürgermeisters des Arrondissements, René Galy-Dejean. Gleichzeitig arbeitete sie für den Bildungsminister Luc Ferry als parlamentarische Beraterin und anschließend bis 2004 als Stabschefin. Im selben Jahr ging sie in die Privatwirtschaft und gründete zusammen mit Pierre Weill die „politische Strategieberatung“ ADF Corporate.
Diese Tätigkeit beendete sie vier Jahre, als ins Büro von Minister Xavier Darcos beitrat. Letzterer war zunächst bis 2009 für das Bildungsressort zuständig, danach für die Ressorts Arbeit, Soziale Beziehungen, Familie, Solidarität und Stadt. Agnès Evren war für die parlamentarische Arbeit der drei zuletzt genannten Sekretariate (Familie, Solidarität, Stadt) zuständig. Im Jahr 2008 wurde sie außerdem zur Stellvertreterin des Bürgermeisters des 15. Bezirks, Philippe Goujon, ernannt, zuständig für Sekundarschulen und Universitäten, nachdem sie bei den Kommunalwahlen wiedergewählt wurde. Parallel war sie weiterhin im Ministerium tätig, fortan ab 2010 für François Baroin fort, zunächst im Ministerium für Haushalt, dann im Ministerium für Wirtschaft und Finanzen.

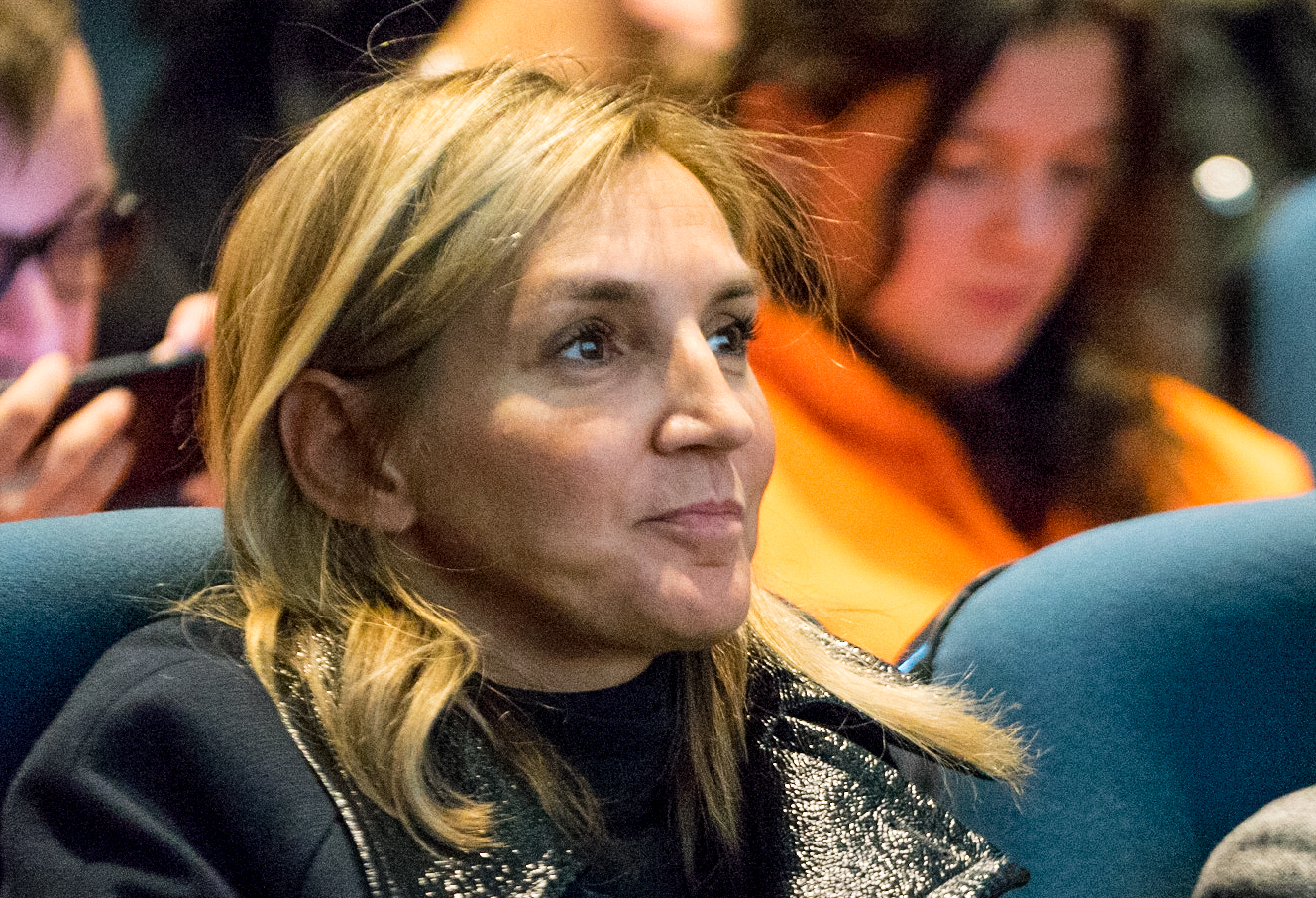
Agnès Evren (2017)

Mit dem Sieg der Sozialistischen Partei bei den Präsidentschaftswahlen 2012 endete zunächst ihre Tätigkeit als ministerielle Beraterin. Auf dem Parteitag der UMP im Jahr 2012 unterstützte sie die Kandidatur des ehemaligen Premierministers François Fillon für den Vorsitz der Partei, jedoch ohne Erfolg. Von diesem wurde sie im November 2012 zur stellvertretenden Generalsekretärin der kurzlebigen Fraktion Rassemblement-Union pour un mouvement populaire in der Nationalversammlung ernannt. Im April des folgenden Jahres wechselte sie in die Geschäftsführung der UMP als Generalsekretärin der Partei. 2014 und erneut 2015 war sie abwechselnd Sprecherin von Nathalie Kosciusko-Morizet bei den Pariser Kommunalwahlen und dann von Valérie Pécresse bei den Regionalwahlen in der Île-de-France, wo sie ebenfalls kandidierte. Nach Pécresses Wahl zur Präsidentin des Regionalrats erhielt sie die Position der Vizepräsidentin der Region, zuständig für Bildung und Kultur. Am 16. Februar 2018 wurde sie zur Sprecherin der Libres-Bewegung ernannt, die von Valérie Pécresse gegründet wurde. Am 14. Oktober 2018 wurde sie zur Präsidentin des Pariser Verbandes der Republikaner, der Nachfolgepartei der UMP, gewählt. Danach zog sie sich aus der Libres-Bewegung zurück.
Agnès Evren kandidiert bei den Parlamentswahlen 2017 im vierten Wahlbezirk von Essonne, in dem Nathalie Kosciusko-Morizet zuvor gewählt worden. Sie erhielt 42 Prozent im zweiten Wahlgang und verlor damit gegen die gewählte Marie-Pierre Rixain (LREM).

### Wahl ins Europaparlament und den Senat
Evrents Partei, die Republikaner, nominierten Agnès Evren für den zweiten Platz der gemeinsam mit der CPNT und den Les Centristes eingereichten Listenverbindung für die Europawahl 2019. Die gemeinsame Liste verlor deutlich an Stimmen im Vergleich zum Ergebnis der UMP von 2014 (minus 12,32 Prozent) und errang acht der 79 französischen Mandate, sodass Evren dennoch direkt einzog. Sie trat gemeinsam mit ihren Parteikolleginnen und -kollegen der christdemokratischen EVP-Fraktion bei. Für die Fraktion war sie Mitglied im Ausschuss für Umweltfragen, öffentliche Gesundheit und Lebensmittelsicherheit und im Petitionsausschuss. Des Weiteren ist sie stellvertretendes Mitglied im Ausschuss für Wirtschaft und Währung. 2023 wurde Evren in den französischen Senat gewählt. Im Zuge dessen legte sie im Herbst 2023 ihr Mandat im Europaparlament nieder. Für sie rückte Laurence Sailliet nach.

### Kommunalwahlen 2020
Bei den Kommunalwahlen 2020 kandidierte Agnès Evren in Paris mit Unterstützung von Rachida Dati als Listenplatzerste der Republikaner im 15. Arrondissement. Ihre Liste setzte sich im ersten Wahlgang mit 22,8 Prozent der Stimmen vor der des scheidenden LR-Bürgermeisters Philippe Goujon (21,3 Prozent) durch. Im zweiten Wahlgang gewann ihre Liste mit 53,5 Prozent der Stimmen. Agnès Evren wurde zur Pariser Stadträtin (conseillère de Paris), zur Stadträtin der Metropole (conseillère métropolitaine) sowie zur dem Bürgermeister des 15. Arrondissement beigeordneten Stadträtin (conseillère déléguée auprès du Maire) gewählt. Sie bleibt Mitglied des Europäischen Parlaments.